# Кошки (Татарстан)
Кошки (тат. Күшки, чув.Кушак) — село в Алькеевском районе Татарстана. Административный центр Кошкинского сельского поселения.

## География
Находится в южной части Татарстана на расстоянии приблизительно 19 км по прямой на западо-юго-запад от районного центра села Базарные Матаки у речки Бездна.

## История
Известно с 1700 года. Упоминалось также как Троицкое Кошкино. В начале XX века действовала Троицкая церковь и церковно-приходская школа.
Основано чувашами, выходцами из Кошки Самарской области. Название с чувашского Кошак (Куçак) - Переселенцы.

## Население
Постоянных жителей было: в 1782 году — 114 душ мужского пола, в 1859 — 1086, в 1897 — 1640, в 1908 — 1959, в 1920 — 1798, в 1926 — 1128, в 1938 — 735, в 1949 — 665, в 1958 — 595, в 1970 — 593, в 1979 — 399, в 1989 — 310, в 2002 — 282 (русские 78 %), 164 — в 2010.